# Гиждуванская битва
Гиждуванская битва — сражение в войне Шейбанидов Мавераннахра с одной стороны и войска из кызылбашского государства Сефевидов под командованием Наджма Сани с другой, в ходе которой Шейбаниды во главе с Убайдулла-ханом в 1512 году одержали решительную победу над армией Наджма Сани.

## Ход сражения
После гибели Шейбани-хана в ноябре 1510 года, в январе 1511 года Бабур вновь попытался вернуть Бухару и Самарканд и ради этого он был вынужден в 1511 году попросить помощи от основателя государства Доулет-е Кызылбаш (Кызылбашское государство) сефевидского шаха и шиита Исмаила I против коалиции Шейбанидов во главе с Суюнчходжа-ханом, придерживавшихся суннизма.
В 1511 году Бабуру удалось захватить большую часть Мавераннахра. Как сообщает историк 16 века Шараф-хан Бидлиси «В это время до славного и достойного слуха Исмаилшаха дошла весть о перемене в умонастроениях Мирза Бабура, который покорил Мавераннахр при помощи и поддержке шаха [Исмаи'ла]. [Государь] поручил эмиру Наджм-и Сани проучить его и завоевать Мавераннахр.
Бабур «недостаточно внимательно» отнесся к служителю шаха Наджми Сани. Последний доложил находившемуся в Куме шаху Исмаилу, что Бабур якобы имеет враждебные намерения. Тогда шах Исмаил и отправил Наджми Сани с кызылбашским войском в Мавераннахр. Имели место две операции. Результатом первой (без Наджма) было занятие Самарканда и Бухары. Вторая же — во главе с Наджмом, завершилась полным разгромом сефевидского войска. Насчёт причины поражения существуют две разных точки зрения, так выдающийся азербайджанский историк, основатель школы сефевидоведения Октай Эфендиев полагал, что причиной поражения стала "жестокость, тупость и упрямство его предводителя (жители Карши, числом 15 тыс. человек были все поголовно перебиты по приказу Наджма; не сделали исключение даже для сейидов)". Напротив Роджер Сейвори полагал, что поражение сефевидского войска обусловило отступление части кызылбашских эмиров с поля битвы. Наджм был взят в плен узбеками и по приказу Убейдулла-хана казнён.
Но проводимая Бабуром политика уступок сефевидам, признание вассальной зависимости подорвали доверие местного население к нему. Воспользовавшись недовольством населения, шейбанид Убайдулла-хан перешёл в наступление, и в апреле 1512 года, в битве при Кул-Малике нанес Бабуру сокрушительное поражение. Осенью 1512 года сефевидские войска вторглись на территорию Шейбанидского государства с целью его захвата. Иранский полководец Наджми Сани захватил город Карши, где приказал убить мирных жителей. Погибло более 15 тысяч человек, включая сайидов и известного поэта-историка Камал ад-дин Бинаи.
Осенью 1512 года, шейбанидские султаны собрались в Самарканде и избрали внука узбекского хана Абулхайр-хана и тимурида внука Мирзо Улугбека Кучкунджи-хана (1512—1530) верховным ханом государства Шейбанидов. В 1512 году Кучкунджи-султаном были отправлены на помощь Убайдулла-хану Мухаммед Тимур-султан и Абу Саид-султан.
12 ноября 1512 года у города Гиждувана в 40 километрах от Бухары произошла битва между войсками Сефевидов во главе с Наджми Сани и объединенными узбекскими войсками во главе с Убайдулла-ханом, сыном Шейбани-хана Мухаммад Тимур-султаном и сыном Кучкунджи-хана Абу Саид-султаном. Войска Бабура, первоначально активно участвовавшие в сражении, в ходе битвы замешкались, оставив тылы кызылбашей неприкрытыми, чем воспользовались узбеки, зайдя в тыл, и ударив со всех сторон на кызылбашей.

## Дальнейшие события
Вдохновлённый победой при Гиджуване, Джанибек султан пересёк реку Амударья и двинулся на Герат. Весть об этом достигла Герата 26 ноября 1512 года, после чего три дня спустя появились беженцы Хусейн-бек Ляля и Ахмед-бек Суфиоглу, а вслед за ними, немного спустя, ещё один беженец — Гиясаддин Мухаммед, расставшийся с Ходжой Махмудом в Балхе. В поспешном порядке были укреплены фортификации Герата, и четверо городских ворот — Малик, Фирузабад, Хуш и Ирак — были помещены под командование Гиясаддина Мухаммеда, Имадеддина Мухаммеда, Султана Махмуда и ещё одного неназванного офицера.
Джанибек султан осадил Герат в январе 1513 года, и хотя впоследствии к нему присоединился Убейдулла-хан, город держался на протяжении двух месяцев, пока наконец утром, в Новруз, в пятницу 11 марта 1513 года, к великой радости жителей осада была снята. Однако в окрестностях Мургаба отступавшие узбеки встретили Мухаммед Тимур султана с его подкреплениями, после чего Джанибек султан расстался с присутствующими для того, чтобы проследовать в свою резиденцию в Кармане, а Убейдулла-хан с Мухаммед Тимур султаном вернулись обратно для занятия Туса и Мешхеда. Падение этих городов и отсутствие помощи от шаха вынудило кызылбашей оставить Герат; городом завладел Мухаммед Тимур султан, который начал чеканку монет на своё имя.
Тем временем шах Исмаил I находился на своей зимней стоянке в Исфахане в 1513 году. 3 марта 1513 года в Шахабаде в окрестностях Исфахана у него родился сын, которому дали Абульфатх Тахмасиб Мирза. Практически сразу же после этого радостного события последовала весть о поражении в Гиджуване и о вторжении узбеков в Хорасан. Пылавший жаждой мести шах проследовал в Мешхед через Саве, Фирузкух, Султан Мейдан, Калпуш и Уланги-Радкан. В Саве он остановился на 10 дней и приказал заготовить провизию для трёхмесячного похода; в Фирузкухе, где вновь был сделан десятидневный привал, он назначил (возвратившегося из Ирака) Шарафаддина Али канцлером, а Низамуддина Абдулбаги — советником; в Бистаме он провёл смотр своей армии в течение нескольких дней, и, будучи в Калпуше, получил известия о том, что Убейдулла-хан бежал из Мешхеда в Мерв, на пути в Бухару, и что Мухаммед Тимур султан также бежал из Герата в Самарканд.
После бегства Мухаммед Тимур султана в Герате возникли беспорядки, поскольку город лишился своих ведущих горожан, таких как Гиясаддин Мухаммед, Султан Махмуд, Джелалаладдин Мухаммед Фарнахуди, Гасым Хондамир и Шах Хусейн Хиябани, которые были вынуждены сопровождать узбекского предводителя в Самарканд. На какое-то время город был захвачен Абульгасымом Балхи; затем, будучи изгнан сторонниками Сефевидов, он вернулся с 2000 человек из Карха и Бадгиса, и при помощи предателей Шихабуддина Гури и Низамуддина Абдулкадира Мешхеди осадил город. На восьмой день осады Пири Султан, шахский губернатор Фусанджа, ворвался в город, Шихабуддин Гури и 300 его людей были застигнуты врасплох и убиты, но Абульгасыму Бахши и Низамуддину Абдулкадиру Мешхеди удалось бежать в Гарчистан. Тем временем шах прибыл в Уланги-Радкан. Бывший губернатор Мерва, Дада-бек Талыш позднее был помилован и получил почётный халат. Поскольку Герат был вновь занят сефевидскими войсками, требовалось назначить в него губернатора: на эту должность был выбран Зейнал султан Шамлы, и ему был пожалован ханский титул, а Эмир-бек Мосуллу был назначен губернатором Каина с титулом «султан».
После посещения гробницы в Мешхеде шах двинулся в Бадгис, а откуда в Баба-Хаки. Карательный поход Чухи Султана стал местью кочевникам Бадгиса, которые до этого неожиданно напали на кызылбашских беженцев из Гиджувана, и ответом на убийство Ходжи Махмуда в Пули-Чираге в начале месяца сентябре 1513 года от руки Адхама, кочевого вождя Харзувана, когда Ходжа направлялся из Балха в шахский лагерь. Див султану Румлу и Эмир султану Мосуллу было приказано подчинить Шибарган, Андхой и Балх. Шибарган пал без борьбы; Андхой был взят после шестидневной осады и его жители были вырезаны, а его защитник Кара Баггал был посажен в клетку и отправлен к шаху; что до Балха, то он, как и Шибарган, капитулировал без боя. Действуя по шахскому приказу, Див султан Румлу принял на себя управление Балхом, а Эмир султан Мосуллу проследовал на свой пост в Каине.

Оставалось подчинить Кандагар, который был захвачен Шуджа-беком после его побега из крепости Ихтияраддин летом 1511 года. Появление Шахрух-бека Афшара заставило мятежника вновь покаяться и обещать регулярно выплачивать дань, после чего сефевидский отряд вернулся обратно в шахский лагерь. Отвоевав Хорасан, шах снялся с лагеря и отправился в Ирак. Отправленный из Нишапура карательный отряд под командованием Низамуддина Абдулбаги и Чаян султана Устаджлы не сумела схватить мятежника Мухаммед Тимур султана, но вырезал большинство восставших Нисы и Абиверда и воссоединился с шахским лагерем в Исфахане.

## Значение
Эта победа имела большое историческое значение. Решительная победа над армией Наджма Сани спасла страну от зависимости от государства кызылбашей. Суннизм был сохранен в ханстве как господствующее направление ислама. С приходом к власти в Мавераннахре своего родственника Кучкунджи-хана Бабур оставил свои претензии на Центральную Азию. А в 1514 году союзник Шибанидов османский султан Салим полностью разгромил кызылбашей Исмаила Сефеви в Чалдыранской битве и окончательно похоронил активную восточную внешнюю политику шаха Исмаила.